# Індекс людського розвитку
| 0.900–0.950 0.850–0.899 0.800–0.849 0.750–0.799 0.700–0.749 | 0.650–0.699 0.600–0.649 0.550–0.599 0.500–0.549 0.450–0.499 | 0.400–0.449 ≤ 0.399 Немає даних |

Індекс людського розвитку за країнами (на основі даних 2021 року, опублікованих у 2022 році).

Індекс людського розвитку (ІЛР) (до 2013 року «Індекс розвитку людського потенціалу» (ІРЛП), англ. Human Development Index, HDI) — інтегральний показник, що розраховується щорічно для міждержавного порівняння і вимірювання рівня життя, грамотності, освіченості і довголіття, як основних характеристик людського потенціалу досліджуваної території. Він є стандартним інструментом при загальному порівнянні рівня життя різних країн і регіонів. Індекс публікується в рамках програми розвитку ООН в звітах про розвиток людського потенціалу і був розроблений в 1990 році групою економістів на чолі з пакистанцем Махбубом-уль-Хаком. Концептуальна структура індексу була створена завдяки роботі Амарт'я Сена. Індекс публікується ООН з 1990 року у щорічному звіті про розвиток людського потенціалу.
При підрахунку ІЛР враховуються 3 види показників:
1. Очікувана тривалість життя — оцінює довголіття.
2. Рівень грамотності населення країни (середня кількість років, витрачених на навчання) та очікувана тривалість навчання.
3. Рівень життя, оцінений через ВНД на душу населення за паритетом купівельної спроможності (ПКС) в доларах США.

Розроблена і науково обґрунтована узагальнена система показників, що характеризує кількісні та якісні характеристики соціально-економічної диференціації соціального розвитку, що включає: 
- коефіцієнт диференціації індексу розвитку людського потенціалу, що характеризує ступінь відмінності в соціально-економічному розвитку аналізованих країн, регіонів усередині країни, соціальних груп;
- коефіцієнт диференціації індексу здоров'я (довголіття), що показує, наскільки стан здоров'я в одній країні, регіоні кращий, ніж в іншому;
- коефіцієнт диференціації індексу освіти. Такий показник визначає ступінь перевищення рівня освіти населення в одній країні (регіоні або іншому об'єкті дослідження) над рівнем освіти (грамотності) населення іншої країни;
- коефіцієнт диференціації індексу доходу, що визначає ступінь економічної диференціації аналізованих країн або регіонів;
- коефіцієнт диференціації індексу смертності, як показник відмінностей у стані здоров'я порівнюваних країн або регіонів;
- коефіцієнт диференціації рівня професійної освіти, що відображає відмінності в ступені охоплення навчанням другої і третьої ступені освіти в досліджуваних країнах або регіонах.

У 2010 році сімейство індикаторів, які вимірюють ІЛР, було розширено, а сам індекс зазнав істотного коригування. На додаток до використовуваного ІЛР, який є зведеним показником, що спирається на середні статистичні дані і не враховує внутрішньої нерівності, були введені три нові індикатора: Індекс людського розвитку, скоригований з урахуванням соціально-економічної нерівності (ІЛРН), Індекс гендерної нерівності (ІГН) і індекс багатовимірної бідності (ІББ). 
Залежно від значення ІЛР країни прийнято класифікувати за рівнем розвитку: дуже високий (42 країни), високий (43 країни), середній (42 країни) і низький (42 країни) рівень. 

### Новий метод (з 2010 року для Індексу людського розвитку)

}

Опублікований 4 листопада 2010 року (і оновлений 10 червня 2011 року), Звіт про людський розвиток 2010  Human Development Report 2010 розрахував Індекс людського розвитку (HDI) на основі трьох вимірів:
Довге і здорове життя: Очікувана тривалість життя при народженні
Освіта: Середня тривалість навчання та очікувана тривалість навчання
Гідний рівень життя: ВНД на душу населення (у ПКС міжнародних доларах)
У Звіті про людський розвиток 2010 року ПРООН почала використовувати новий метод розрахунку Індексу людського розвитку. Використовуються наступні три індекси:
1. Індекс тривалості життя (LEI) {\displaystyle ={\frac {{\textrm {LE}}-20}{85-20}}={\frac {{\textrm {LE}}-20}{65}}} ::LEI дорівнює 1, коли очікувана тривалість життя при народженні становить 85 років, і 0, коли вона становить 20 років.
2. Індекс освіти (EI) {\displaystyle ={\frac {{\textrm {MYSI}}+{\textrm {EYSI}}}{2}}} :
2.1 Індекс середньої тривалості навчання (MYSI) {\displaystyle ={\frac {\textrm {MYS}}{15}}}
П’ятнадцять — це прогнозований максимум цього показника на 2025 рік.
2.2 Індекс очікуваної тривалості навчання (EYSI) {\displaystyle ={\frac {\textrm {EYS}}{18}}}
Вісімнадцять еквівалентно отриманню ступеня магістра у більшості країн.
Індекс доходу (II) {\displaystyle ={\frac {\ln({\textrm {GNIpc}})-\ln(100)}{\ln(75,000)-\ln(100)}}={\frac {\ln({\textrm {GNIpc}})-\ln(100)}{\ln(750)}}}
II дорівнює 1, коли ВНД на душу населення становить $75,000, і 0, коли ВНД на душу населення становить $100.
Нарешті, Індекс людського розвитку (HDI) є геометричним середнім трьох нормалізованих індексів:
{\displaystyle {\textrm {HDI}}={\sqrt[{3}]{{\textrm {LEI}}\cdot {\textrm {EI}}\cdot {\textrm {II}}}}.}
LE: Очікувана тривалість життя при народженні
MYS: Середня тривалість навчання (тобто роки, які людина віком 25 років або старше провела у формальній освіті)
EYS: Очікувана тривалість навчання (тобто загальна очікувана кількість років навчання для дітей віком до 18 років, включаючи юнаків і дівчат віком 13–17 років)
GNIpc: Валовий національний дохід за паритетом купівельної спроможності на душу населення 

## Топ 10 країн з найвищим ІЛР
| Місце          | Місце                     | Країна     | ІЛР            | ІЛР                           |
| Станом на 2016 | Відносно торішнього звіту | Країна     | Станом на 2016 | Різниця з попереднім періодом |
| -------------- | ------------------------- | ---------- | -------------- | ----------------------------- |
| 1              | ▬                         | Норвегія   | 0.949          | ▲ 0.001                       |
| 2              | ▲ (1)                     | Австралія  | 0.939          | ▲ 0.002                       |
| 3              | ▬                         | Швейцарія  | 0.939          | ▲ 0.001                       |
| 4              | ▬                         | Німеччина  | 0.926          | ▲ 0.002                       |
| 5/6            | ▲ (1)                     | Данія      | 0.925          | ▲ 0.002                       |
| 5/6            | ▲ (6)                     | Сінгапур   | 0.925          | ▲ 0.013                       |
| 7              | ▼ (1)                     | Нідерланди | 0.924          | ▲ 0.001                       |
| 8              | ▬                         | Ірландія   | 0.923          | ▲ 0.003                       |
| 9              | ▬                         | Ісландія   | 0.921          | ▲ 0.002                       |
| 10/11          | ▼ (1)                     | Канада     | 0.920          | ▲ 0.001                       |
| 10/11          | ▲ (1)                     | США        | 0.920          | ▲ 0.002                       |

## Індекс людського розвитку України
Індекс людського розвитку України (ІЛР), який складається на базі показників ВВП, освіченості та довголіття мешканців країни був оцінений, як 0,734 високий індекс (0,700-0,799, посилаючись на доповідь ООН) у 2020-2022 роках.

## Критика

Індекс людського розвитку у співвідношенні з викидами CO2 на душу населення, пов’язаними зі споживанням

Індекс людського розвитку зазнав критики з ряду причин, зокрема через виключну увагу до національних показників і рейтингів, недостатню увагу до розвитку з глобальної перспективи, похибки вимірювання базових статистичних даних, а також через зміни у формулі ПРООН, які можуть призводити до серйозних помилок у класифікації країн за категоріями «низький», «середній», «високий» або «дуже високий» рівень людського розвитку.
Індекс людського розвитку також критикували за недостатню увагу до сталого розвитку (що пізніше було враховано у HDI з урахуванням планетарних тисків), соціальної нерівності (що було враховано у HDI з урахуванням нерівності), безробіття та демократії.